# Rune Johansson
Rune Arnold Georg „Bom-Bom“ Johansson (* 23. August 1920 in Stockholm; † 30. Dezember 1998 ebenda) war ein schwedischer Eishockeyspieler. 

## Karriere
Rune Johansson begann seine Karriere als Eishockeyspieler beim AIK Solna, für dessen Profimannschaft er zwischen 1940 und 1945 in der Division 1, der damals höchsten schwedischen Spielklasse, aktiv war. Anschließend spielte er von 1945 bis 1954 für dessen Ligarivalen Hammarby IF. Mit Hammarby gewann er 1951 den nationalen Meistertitel. 

### International
Für Schweden nahm Johansson an den Olympischen Winterspielen 1948 in St. Moritz und 1952 in Oslo teil. Bei den Winterspielen 1952 gewann er mit seiner Mannschaft die Bronzemedaille. Als bestes europäisches Team wurde Schweden zudem Europameister. Zudem stand er im Aufgebot seines Landes bei der Weltmeisterschaft 1953. Bei der WM 1953 gewann er mit Schweden die Goldmedaille und wurde ebenfalls mit seinem Land Europameister. 

## Erfolge und Auszeichnungen
- 1951 Schwedischer Meister mit Hammarby IF
- 1952 Bronzemedaille bei den Olympischen Winterspielen
- 1953 Goldmedaille bei der Weltmeisterschaft